# غاري فيليبس (لاعب كرة قدم)
غاري فيليبس (بالإنجليزية: Gary Phillips)‏ (9 يونيو 1963 بأستراليا - ) هو مدرب كرة قدم ولاعب كرة قدم أسترالي في مركز الوسط. لعب مع نادي سيدني أوليمبيك وبريزبان سترايكرز ‏.

## وصلات خارجية
- غاري فيليبس على موقع قاعدة بيانات كرة القدم.إي يو (الإنجليزية)